# 土佐大崎駅
土佐大崎駅（とさおおさきえき）とは、高知県吾川郡仁淀川町大崎にある、黒岩観光のバス停留所（自動車駅）。

## 概説
国鉄バスの自動車駅として開設され、かつては松山高知急行線の本線（特に松山・佐川発の普通便）の駅として機能していた。
1980年代に改築した駅舎は1階は、事務室と待合室とトイレ、駅舎2階は、休憩室や早朝・深夜業務の乗務員が使用する部屋があった。無人駅化後は待合室部分だけ使用しているが、手小荷物窓口や駅舎奥には転向場があり、バスも5両程度駐車できた。
1980年代からの駅舎は解体されて、新たに木造平屋建ての待合所が建てられた。
新たに木造平屋建ての待合所は待合室とトイレがある。
2002年の急行バス「なんごく号」廃止後は、黒岩観光が運行区間を土佐大崎から愛媛県上浮穴郡久万高原町にある落出駅まで延長し、かろうじて松山高知急行線の在来ルートを維持していたが、2017年3月末で末端区間を休止（事実上の廃止）し、同ルートは分断された。

## 駅周辺
2005年に発足した仁淀川町役場のある、旧吾川村の大崎地区にある。
- 国道33号

## 歴史
- 1935年（昭和10年）7月21日 - 省営自動車予土線久万～佐川間開業により、開業。
- 1947年（昭和22年）9月1日 - 国営自動車路線名称の改正により、予土南線の駅となる。
- 1949年（昭和24年）4月1日 - 荷物扱いを開始[1]。
- 1950年（昭和25年）10月16日 - 土佐大崎駅～池川間開業。
- 1967年（昭和42年）8月1日 - 路線名改称により、松山高知急行本線の駅となる。
- 1985年（昭和60年）3月14日 - 荷物扱いを廃止。
- 1987年（昭和62年）4月1日 - 国鉄分割民営化により、四国旅客鉄道自動車事業部に継承される。
- 2002年（平成14年）
  - 7月1日 - 落出～佐川間を四国旅客鉄道自動車事業部から黒岩観光（高吾北落出線）へ路線移管。（4往復）[2]。
  - 9月1日 - 松山高知急行線落出～高知間廃止。急行バス「なんごく号」廃止。
- 時期不明 - 無人駅化。
- 2008年（平成20年）3月15日? - 黒岩観光高吾北落出線ダイヤ改正。2便減便。（3往復→2往復）。
- 時期不明（2008年～2012年の間） - 駅舎建替え。
- 2017年（平成29年）4月1日 - 黒岩観光高吾北落出線の乗入れ休止。

## 停車路線
- 黒岩観光広域線（川渡方面）、（佐川駅方面）
- 仁淀川町民バス北川線（北川方面）
- 仁淀川町民バス上名野川線（上名野川方面）
- 仁淀川町民バス織合橋大崎線（織合橋方面）